# نوال الجاك
ملبس جاموس نوال الجاك ولدت 17 أكتوبر 1988 في الخرطوم. هي عداءة سودانية متخصصة في سباق 400 متر. مثلت أمتها في دورة الألعاب الاولمبية الصيفية 2008.

## المسابقات الدولية
- في علم 2005 حصلت على المركز الأول لسباق 400 متر في بطولة العالم للشباب بالمغرب.
- في 2006 حصلت على المركز الثالث لسباق 400 متر في بطولة العالم للناشئين في الصين.
- في 2007 حصلت على المركز الأول لسباق 400 متر في دورة الألعاب العربية في مصر.
- في 2008 حصلت على المركز الخامس لسباق 400 متر في البطولة الإفريقية باثيوبيا.
- في 2010 حصلت على المركز السابع لسباق 400 متر في البطولة الإفريقية بكينيا.
- في 2011 حصلت على المركز الثاني لسباق 400 متر في دورة الألعاب العربية بقطر.

## أفضل الأرقام الشخصية
- في سباق 200 متر 23.97 ثانية عام 2005
- في سباق 400 متر 51.19 ثانية عام 2005
- في سباق 400 متر حواجز 57.86 ثانية عام 2005

## روابط خارجية
- نوال الجاك على موقع الاتحاد الدولي لألعاب القوى (الإنجليزية)
- نوال الجاك على موقع أوليمبيديا (الإنجليزية)